# Виробниче пекло
Виробниче пекло — жаргонізм медіяіндустрії, що застосовується до кінофільмів, відеоігор, музичних альбомів, телепрограм, кіносценаріїв, застосунків, концепцій чи ідей, що перебувають на етапі розробки упродовж особливо тривалого часу. Часто в таких творів змінюються розробники, сценарії та студії ще до початку власне розробки, якщо вона таки починається. Проєкти у виробничому пеклі не обов'язково скасовуються, але прогрес щодо їхнього виробництва сповільнюється, зазнає змін або ж повністю зупиняється.